# 尤猛军
尤猛军（1962年7月—），福建永春蓬壶镇汤城村人。汉族。中华人民共和国政治人物。1978年12月参加工作，1983年12月加入中国共产党。中共中央党校大学毕业。

## 生平
曾任中共惠安县委常委、组织部长，中共安溪县委副书记、县长、县委书记，中共晋江市委副书记、市长、市委书记，中共泉州市委常委、市政府常务副市长，平潭综合实验区党工委副书记、管委会副主任、平潭县委书记，平潭综合实验区党工委副书记、管委会常务副主任（正厅长级），福建省水利厅党组书记、厅长等职务。2016年7月，任中共福州市委副书记，2016年8月任福州市委副书记、副市长、代市长，2017年1月转正，并兼任福州新区管理委员会主任。2018年2月24日，当选为第十三届全国人大代表。
2021年12月15日，尤猛军在福建省第十三届人民代表大会常务委员会第三十次会议上获任福建省人民代表大会常务委员会教育科学文化卫生工作委员会主任。並在2023年1月15日的福建省第十四届人民代表大会上连任。
2025年7月29日当选福建省企业与企业家联合会第九届理事会会长

## 家族
- 父亲尤垂镇（1937年7月—)曾任中共晋江县委副书记、书记。1990年4月后历任中共泉州市委常委、宣传部部长，泉州市人大常委会主任

- 兒子尤宇川（1987年1月—)現任福建省第十四届人民代表大会代表、漳州市长泰区委书记